# Одеса (хокейний клуб)
ХК «Одеса» — український хокейний клуб з міста Одеси. У сезоні 2009—2010 виступав у Чемпіонаті України з хокею.
Домашні ігри проводив на ковзанці «Крижинка» та «Умка» м. Одеса. 
Офіційні кольори клубу червоний та жовтий.

## Історія
ХК «Одеса» був утворений у 2008 році, коли частина гравців ХК «Сонячна долина» вирішила заявитися в турнір «Кубок Чорного моря».

## Чемпіонат України з хокею
У сезоні 2009—2010 ХК «Одеса» виступав у Чемпіонаті України з хокею, замінивши інший одеський клуб «Сонячна долина», та посів друге місце на Першому етапі Дивізіону В.
| Підсумкова турнірна таблиця Першого етапу Дивізіону В | Підсумкова турнірна таблиця Першого етапу Дивізіону В | Підсумкова турнірна таблиця Першого етапу Дивізіону В | Підсумкова турнірна таблиця Першого етапу Дивізіону В | Підсумкова турнірна таблиця Першого етапу Дивізіону В | Підсумкова турнірна таблиця Першого етапу Дивізіону В | Підсумкова турнірна таблиця Першого етапу Дивізіону В | Підсумкова турнірна таблиця Першого етапу Дивізіону В | Підсумкова турнірна таблиця Першого етапу Дивізіону В | Підсумкова турнірна таблиця Першого етапу Дивізіону В | Підсумкова турнірна таблиця Першого етапу Дивізіону В |
| М                                                     | Команда                                               | І                                                     | В                                                     | ВО                                                    | ПО                                                    | П                                                     | ЗШ                                                    | ПШ                                                    | +/-                                                   | О                                                     |
| ----------------------------------------------------- | ----------------------------------------------------- | ----------------------------------------------------- | ----------------------------------------------------- | ----------------------------------------------------- | ----------------------------------------------------- | ----------------------------------------------------- | ----------------------------------------------------- | ----------------------------------------------------- | ----------------------------------------------------- | ----------------------------------------------------- |
| 1.                                                    | ХК «Дніпро» (Херсон)                                  | 8                                                     | 8                                                     | 0                                                     | 0                                                     | 0                                                     | 75                                                    | 25                                                    | 50                                                    | 24                                                    |
| 2.                                                    | ХК «Одеса» (Одеса)                                    | 8                                                     | 2                                                     | 0                                                     | 0                                                     | 6                                                     | 26                                                    | 50                                                    | 24                                                    | 6                                                     |
| 3.                                                    | ХК «Легіон» (Сімферополь)                             | 8                                                     | 2                                                     | 0                                                     | 0                                                     | 6                                                     | 37                                                    | 63                                                    | -26                                                   | 6                                                     |

## Досягнення
- Чемпіон «Кубка Чорного моря»: 2010.